# Ljambiri járás
A Ljambiri járás (oroszul Лямбирский район, erza nyelven Лямбирьбуе, moksa nyelven Лямбирень район) Oroszország egyik járása Mordvinföldön. Székhelye Ljambir.

## Népesség
- 1989-ben 34 661 lakosa volt.
- 2002-ben 33 872 lakosa volt, melynek 52,5%-a orosz, 32,1%-a tatár, 14,3%-a erza.
- 2010-ben 34 142 lakosa volt, melynek 49,9%-a orosz, 31,6%-a tatár, 17,7%-a mordvin.